# 출생지
출생지(出生地)는 사람이 태어난 장소를 말한다. 법률 문서 등에서 자주 사용되며, 사람을 식별하는데 사용되기도 한다. 출생지는 아기의 부모가 사는 곳이 아니며, 아이가 출생한 물리적 장소인 병원이 위치한 행정 구역을 나타내는 경우가 많다. 또한, 출생지에 따라 국적을 부여하는 것을 출생지주의라고 한다. 배 또는 비행기 등에서 출생할 경우에 대해서는 논란이 생길 수도 있다.